# رز بی، تاسمانی
رز بی (به انگلیسی: Rose Bay) یک حومه شهر در استرالیا است که در تاسمانی واقع شده‌است.